# Hyphodontia ochroflava
Hyphodontia ochroflava är en svampart som först beskrevs av Narcisse Theophile Patouillard, och fick sitt nu gällande namn av Nakasone 2003. Hyphodontia ochroflava ingår i släktet Hyphodontia och familjen Schizoporaceae.   Inga underarter finns listade i Catalogue of Life.